# Nagwa Meguid
Nagwa Abdel Meguid (né le 7 avril 1952) est une généticienne égyptienne, lauréate en 2012 du prix L'Oréal-Unesco pour les femmes et la science pour ses travaux en génétique appliquée à la prévention des maladies mentales. 

## Biographie
Nagwa Meguid est diplômée de l'université du Golfe arabique. Elle est membre de l'Université d'Uppsala.
Ses recherches ont permis « d'identifier plusieurs mutations génétiques causant des syndromes répandus tels que le syndrome de l'X fragile et l'autisme ».

## Prix et distinctions
Nagwa Meguid est membre du National Council for Women in Science and Technology et de la Société de Bio-éthique de l'UNESCO.
En 2012 elle reçoit le Prix L'Oréal-Unesco pour les femmes et la science. Estimant que les femmes scientifiques sont souvent sous-représentées en Égypte, elle déclare en recevant ce prix que celui-ci constitue une avancée majeure pour les femmes dans le monde arabe et ajoute « Nous pouvons faire une réelle différence au niveau international en science et c'est mon espoir que ma réussite aujourd'hui sera une source d'inspiration pour ces femmes. ».